# Tronçons de voies romaines de Langres à Remps et de Troyes à Naix
Les Tronçons de voies romaines de Langres à Reims et de Troyes à Naix est un ensemble de chaussées qui relient Nasium à Andemantunnum à l’époque romaine sur l’axe Milan Boulogne.

## Tracé

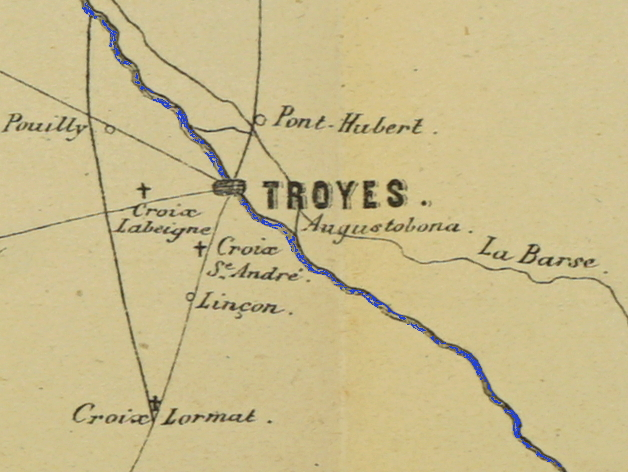
Les routes romaines autour de Troyes.

### Monuments historiques

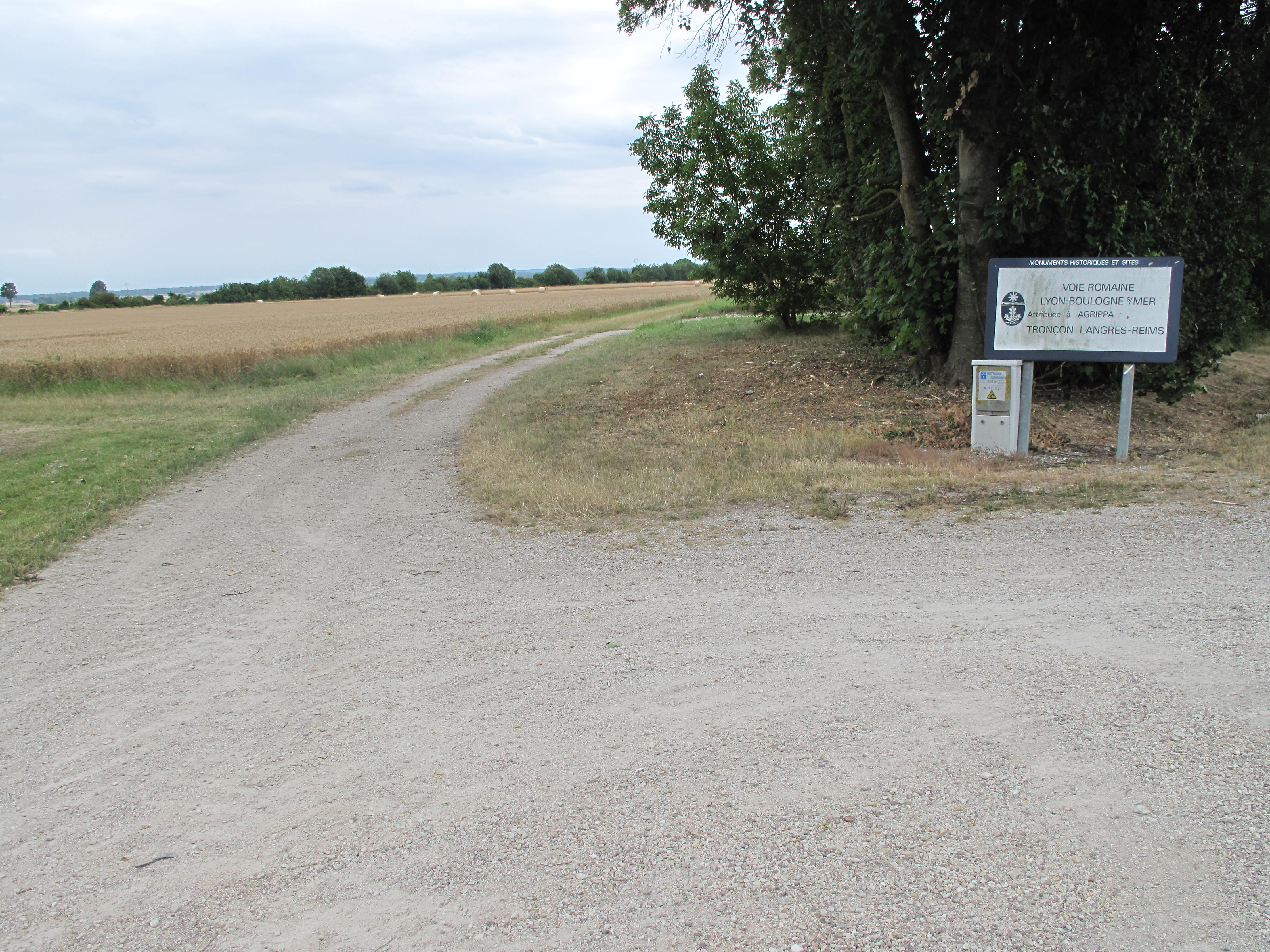

Elles ont un certain nombre de parties, toujours visibles, qui sont classées comme monuments historiques à : 
- Bétignicourt,
- Brienne-la-Vieille,
- Brienne-le-Château,
- Juvanzé,
- Lesmont,
- Précy-Saint-Martin,
- La Rothière,
- Saint-Christophe-Dodinicourt,
- Trannes,
- Unienville.